# 柘植秀臣
柘植 秀臣（つげ ひでおみ、1905年9月10日 - 1983年5月4日）は、日本の大脳生理学者。

## 人物
東京府（現・東京都）出身。1929年東北帝国大学理学部生物学科卒。1937-38年新城新蔵が所長を務めていた上海自然科学研究所に嘱託として招かれ、以後中国問題に関心を持つようになり、38年、友人である尾崎秀実の勧めにより、設立されたばかりの国策研究機関・東亜研究所（東研）に入所した。第二次世界大戦開始後にはジャワに派遣され、軍政監部の下で行われた占領地調査の中心となった。戦後は民主主義科学者協会（民科）の幹事を務めた。また、ソヴエト条件反射選書の翻訳刊行に携わった。
1938年、東北大学理学博士。論文の題は「下等脊椎動物の脳髄の実験的比較組織学的研究」。 
中央労働学園大学教授、法政大学社会学部教授、74年日本精神医療センター脳研究所長。

## 著書
- 実験神経学 実験生物学集成第6 養賢堂 1935
- 戦争と死と人間 伊藤書店 1949
- 科学は平和を求めて ソ連・中国科学紀行 大日本雄弁会講談社 1954
- わが内なる中国 亜紀書房 1971
- ある脳研究者の履歴 脳の神秘を求めて 雄渾社 1973
- 条件反射とはなにか パヴロフ学説入門 講談社 1974 (ブルーバックス)
- 中国 科学と医療の諸相 恒星社厚生閣 1977.4
- 『東亜研究所と私 - 戦中知識人の証言』勁草書房、1979年
- 『私と民科 - 戦後一科学者の歩み』勁草書房、1980年

## 共編著
- 近代長寿法講話 中村政雄共著 岩崎書店 1948
- 人間は何歳まで生きられるか 中村政雄共著 岩崎書店 1949
- 生物の辞典 谷田専治,永野為武共編 岩崎書店 1956
- 現代の科学・技術教育 モスクワ・シンポジウムの報告 田中実共編 明治図書出版 1963
- 日本産魚類脳図譜 内橋潔,島村初太郎共著 築地書館 1968
- 進化と条件反射 反射活動から認識活動へ 恒星社厚生閣 1971
- パヴロフとその弟子たち 恒星社厚生閣 1971
- 行動発達の神経学的基礎 カグヒルとヘルックの研究 恒星社厚生閣 1972

## 翻訳
- 自然と生命 ホワイトヘッド 永野為武共訳 三省堂 1939
- ルイセンコ学説の勝利 J.ファイフ 蒼樹社 1953
- ソヴェト遺伝学 A.G.モートン 蒼樹社 1954
- パヴロフ その生涯と業績 E.A.アスラチャン 丸山修吉共訳 1955 (岩波新書)